# 2020 en archéologie
Cet article présente les faits marquants de l'année 2020 en archéologie.

## Évènements

### Avril
- 17 avril : publication d'un article dans Scientific Reports qui annonce qu'un fragment de cordelette a été détecté au microscope sur un silex, lui-même découvert par Marie-Hélène Moncel en 2012 sur le site archéologique de Saint-Martin-d'Ardèche (Ardèche, France) ; la cordelette est datée d'il y a 42 000 ans et aurait été tressée par l'Homme de Néandertal, alors que jusque-là la plus ancienne corde connue était datée d'environ 20 000 ans et fabriquée par Homo sapiens[1].

### Juin
- 18 juin : publication dans Science Advances, par une équipe internationale de chercheurs de l'Institut Max-Planck de science de l'histoire humaine (Allemagne), de l'université Griffith (Australie) et du Département d'archéologie du gouvernement du Sri Lanka, de la datation de 130 pointes de flèches en os taillé récoltées entre 2009 et 2012 dans la grotte de Fa Hien Lena au Sri Lanka ; elles sont datées d'entre 45 000 et 48 000 ans, ces pointes constituent donc les plus anciennes preuves d’utilisation d’arc et de flèches en-dehors d'Afrique[2].

### Juillet
- 1er juillet : annonce dans la revue PLOS One de la découverte par une équipe internationale d'archéologues sous-marins de deux sites archéologiques sous-marins aborigènes d'Australie, dans l'archipel Dampier en Australie, contenant environ trois cents outils de pierre encore intacts, estimés à entre 6 000 et 125 000 ans à une époque de la dernière ère glaciaire où la mer était plus basse de 80 m et où les sites étaient donc situés sur la terre ferme[3] ; il s'agit des deux premiers sites archéologiques sous-marins préhistoriques d'Australie, et cette découverte ouvre de nombreuses possibilités pour l'archéologie en Australie et en Asie du Sud basée sur la cartographie des terres émergées d’avant la fin de la période glaciaire[3].
- 13 juillet : les restes du palais d'Axayácatl et de la maison qu'Hernán Cortés avait fait construire dessus sont localisés dans les fondations du Nacional Monte de Piedad de Mexico par l'équipe des archéologues Raúl Barrera Rodríguez et José María García Guerrero, un patio et plusieurs chambres sont découverts, comportant de nombreuses pierres taillées caractéristiques des styles de la fin de la période préhispaniques et du début de la Nouvelle-Espagne[4].
- 22 juillet : publication de deux études dans Nature (l'une d'une équipe d'archéologues de l'université d'Oxford et l'autre de l'archéologue Ciprian Ardelean de l'université autonome de Zacatecas) annonçant la datation par le carbone 14 d'outils en pierre retrouvés dans la grotte de Chiquihuite (Zacatecas, Mexique), qui estime les plus vieux à entre 31 000 et 33 000 ans, et qui estime également que le site a été occupé pendant plus de 20 000 ans, ce qui ferait remonter le premier peuplement de l'Amérique aux alentours de 32 000 ans, soit deux fois vieux plus que l'hypothèse la plus communément admise jusque-là[5],[6].

### Novembre
- 4 novembre : selon une étude archéologique publiée dans Science Advances, qui s'appuie sur des excavations réalisées en 2018 au Pérou dans six sépultures datant d’il y a 9 000 ans, ainsi qu'une méta-analyse portant sur 429 squelettes retrouvés dans 107 lieux américains de sépulture, la participation des femmes à la chasse était de l’ordre de 30 à 50 % au Pléistocène supérieur et Holocène précoce[7].

## Décès
- 2 février : Valentin Ianine (né en 1929), historien et archéologue soviétique puis russe.
- 15 mars : Pilar Luna (née en 1944), archéologue mexicaine.
- 17 avril : Iris Love (née en 1933), archéologue et historienne de l'art américaine.
- 27 avril : Sarah Milledge Nelson (née en 1931), archéologue et anthropologue américaine.
- 15 septembre : Mario Torelli (né en 1937), archéologue et historien de l'art italien.